# Planquery
Planquery est une commune française, située dans le département du Calvados en région Normandie.

## Géographie

### Localisation
Planquery est un village normand du Bessin, situé à vingt kilomètres de Bayeux et trois kilomètres de Balleroy.
Il se trouve dans la zone d'emploi et le bassin de vie de Bayeux.

### Communes limitrophes
Les communes limitrophes sont  Balleroy-sur-Drôme, Balleroy, Cahagnolles, Castillon, Cormolain, Foulognes, La Bazoque et Sallen.
| Balleroy-sur-Drôme (comm. dél. de Balleroy) | Balleroy-sur-Drôme (comm. dél. de Balleroy), Castillon | Castillon   |
| La Bazoque                                  | Planquery                                              | Cahagnolles |
| Cormolain                                   | Cormolain, Sallen                                      | Foulognes   |

### Géologie et relief
La superficie de la commune est de 14,37 km2 ; son altitude varie de 60  à   143 mètres. 

### Hydrographie
La commune est située dans le bassin Seine-Normandie. Elle est drainée par la Drome, la Soquence, le fossé 01 de Burguigny, le Vesbire et divers autres petits cours d'eau,.
La Drôme, d'une longueur de 58 km, prend sa source dans la commune de Souleuvre en Bocage et se jette  dans l'Aure à Maisons, après avoir traversé 26 communes. 

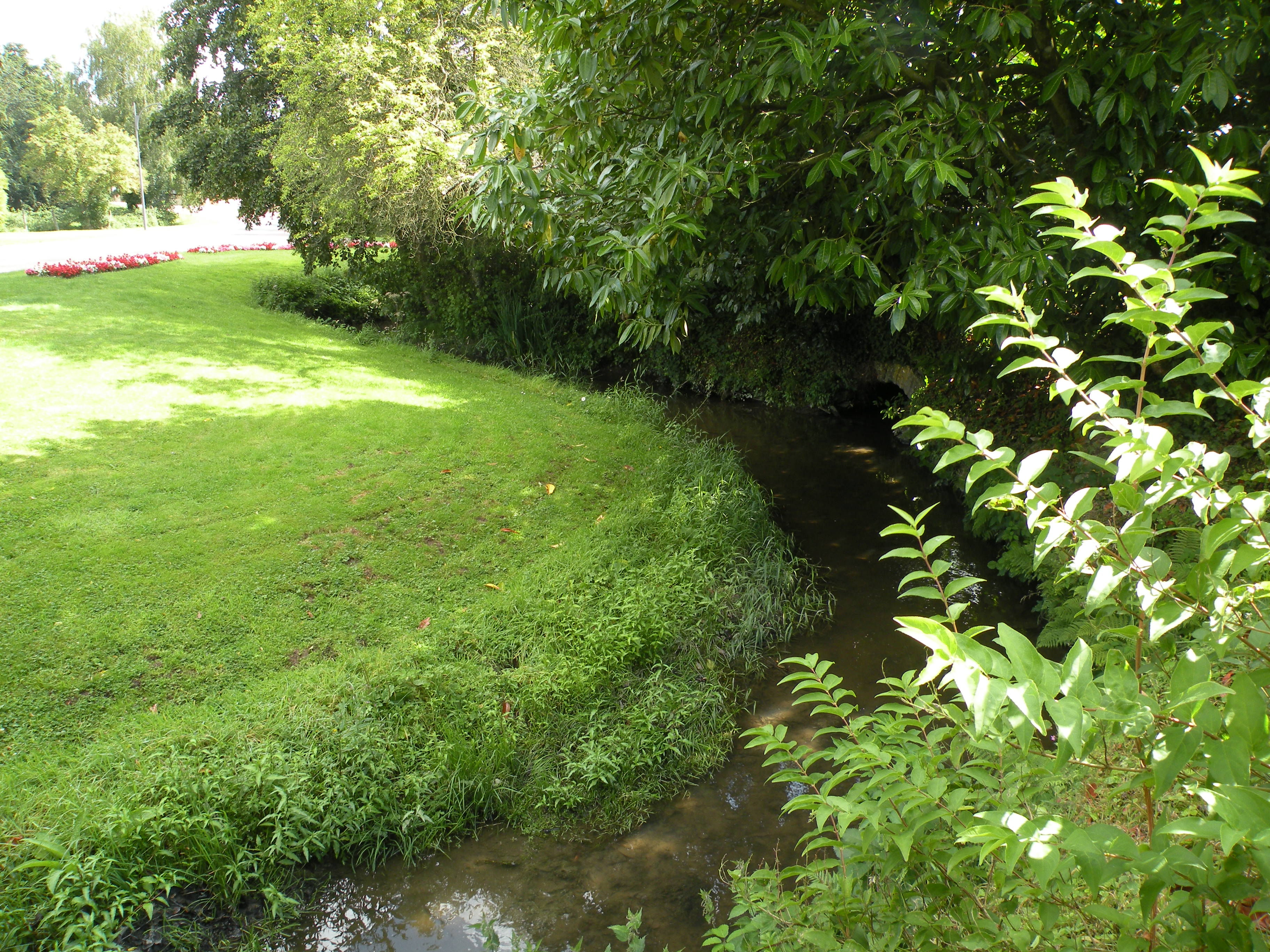
L'un des ruisseaux de la commune.
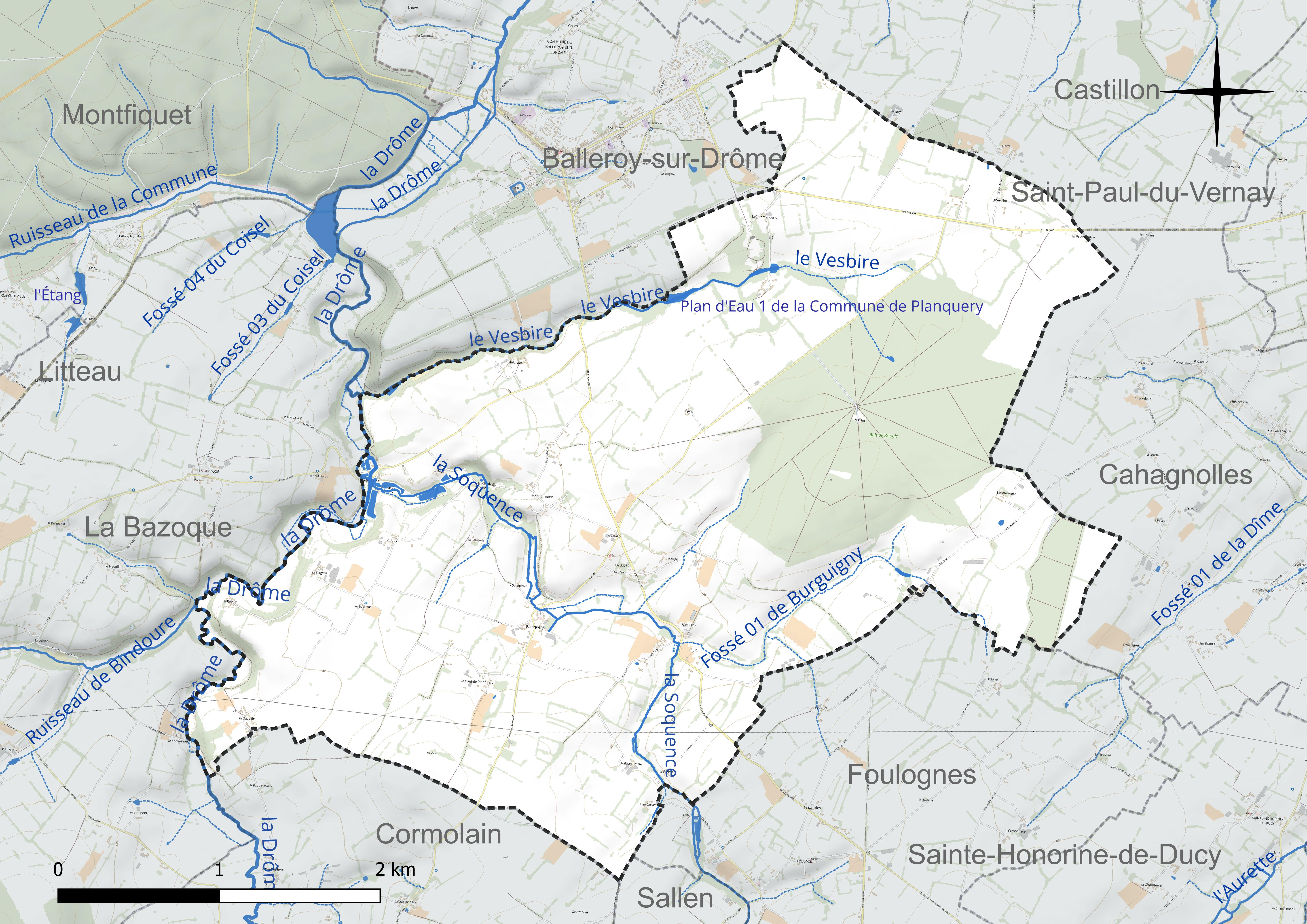
Réseau hydrographique de Planquery.

Un plan d'eau complète le réseau hydrographique : le plan d'eau 1 de la commune de Planquery (0,8 ha),.

### Climat
Pour des articles plus généraux, voir Climat de la Normandie et Climat du Calvados.
En 2010, le climat de la commune est de type climat océanique franc, selon une étude du CNRS s'appuyant sur une série de données couvrant la période 1971-2000. En 2020, Météo-France publie une typologie des climats de la France métropolitaine dans laquelle la commune est exposée à un climat océanique et est dans la région climatique  Normandie (Cotentin, Orne), caractérisée par une pluviométrie relativement élevée (850 mm/a) et un été frais (15,5 °C) et venté. Parallèlement le GIEC normand, un groupe régional d'experts sur le climat, différencie quant à lui, dans une étude de 2020, trois grands types de climats pour la région Normandie, nuancés à une échelle plus fine par les facteurs géographiques locaux. La commune est, selon ce zonage, exposée à un « climat contrasté des collines », correspondant au Bocage normand, bien arrosé, voire très arrosé sur les reliefs les plus exposés au flux d'ouest, et frais en raison de l'altitude.
Pour la période 1971-2000, la température annuelle moyenne est de 10,5 °C, avec  une amplitude thermique annuelle de 12,2 °C. Le cumul annuel moyen de précipitations est de 872 mm, avec 13,4 jours de précipitations en janvier et 7,9 jours en juillet. Pour la période 1991-2020, la température moyenne annuelle observée sur la station météorologique la plus proche, située sur la commune de Balleroy-sur-Drôme à 3 km à vol d'oiseau, est de 11,2 °C et le cumul annuel moyen de précipitations est de 924,3 mm,. Pour l'avenir, les paramètres climatiques de la commune estimés pour 2050 selon différents scénarios d'émission de gaz à effet de serre sont consultables sur un site dédié publié par Météo-France en novembre 2022.

## Urbanisme

### Typologie
Au 1er janvier 2024, Planquery est catégorisée commune rurale à habitat très dispersé, selon la nouvelle grille communale de densité à 7 niveaux définie par l'Insee en 2022.
Elle est située hors unité urbaine et hors attraction des villes,.

### Occupation des sols

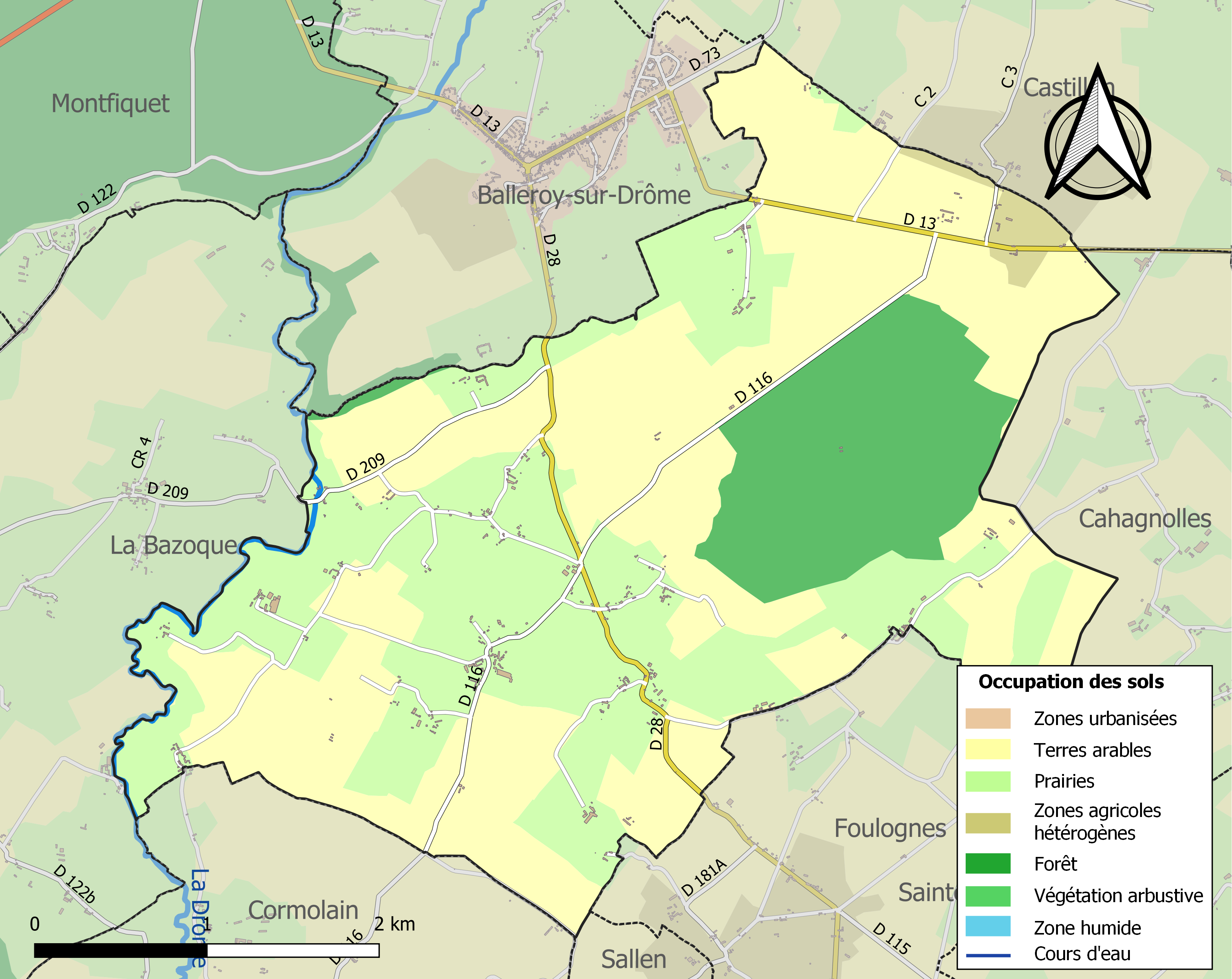
Carte des infrastructures et de l'occupation des sols de la commune en 2018 (CLC).

L'occupation des sols de la commune, telle qu'elle ressort de la base de données européenne d'occupation biophysique des sols Corine Land Cover (CLC), est marquée par l'importance des territoires agricoles (85,7 % en 2018), une proportion sensiblement équivalente à celle de 1990 (86,1 %). 
La répartition détaillée en 2018 est la suivante : terres arables (48,2 %), prairies (36,1 %), forêts (14,3 %), zones agricoles hétérogènes (1,3 %). 
L'évolution de l'occupation des sols de la commune et de ses infrastructures peut être observée sur les différentes représentations cartographiques du territoire : la carte de Cassini (XVIIIe siècle), la carte d'état-major (1820-1866) et les cartes ou photos aériennes de l'IGN pour la période actuelle (1950 à aujourd'hui).

### Habitat et logement
En 2021, le nombre total de logements dans la commune était de 127, alors qu'il était de 125 en 2016 et de 118 en 2011. 
Parmi ces logements, 82,7 % étaient des résidences principales, 13,4 % des résidences secondaires et 3,9 % des logements vacants. Ces logements étaient pour 98,4 % d'entre eux des maisons individuelles et pour 1,6 % des appartements. 
Le tableau ci-dessous présente la typologie des logements à Planquery en 2021 en comparaison avec celle du Calvados et de la France entière. Une caractéristique marquante du parc de logements est ainsi une proportion de résidences secondaires et logements occasionnels (13,4 %) inférieure à celle du département (17,8 %) mais supérieure à celle de la France entière (9,7 %). 
| Typologie                                               | Planquery | Calvados | France entière |
| ------------------------------------------------------- | --------- | -------- | -------------- |
| Résidences principales (en %)                           | 82,7      | 75,5     | 82,2           |
| Résidences secondaires et logements occasionnels (en %) | 13,4      | 17,8     | 9,7            |
| Logements vacants (en %)                                | 3,9       | 6,6      | 8,1            |

## Toponymie
Le nom de la localité est attesté sous les formes Plancherium en 1162, Plancré en 1248 et Planquery en 1418,.
Il est proposé au moins deux versions pour ce toponyme : il peut s'agir d'un anthroponyme germanique tel que *Blank-hari ou de l'ancien français dans une forme telle que plancher ou *plancheret ayant le sens de « passerelle » ou « petit pont de bois ».

## Histoire
La commune est desservie de 1906 à 1931 par la gare de Planquery sur la ligne de Bayeux à la  gare de la Besace des Chemins de fer du Calvados, un réseau de chemin de fer secondaire à voie étroite,,.

## Politique et administration

### Rattachements administratifs et électoraux

#### Rattachements administratifs
La commune se trouve dans l'arrondissement de Bayeux du département du Calvados.  
Elle faisait partie depuis 1793 du Canton de Balleroy. Dans le cadre du redécoupage cantonal de 2014 en France, cette circonscription administrative territoriale a disparu, et le canton n'est plus qu'une circonscription électorale.

#### Rattachements électoraux
Pour les élections départementales, la commune fait partie depuis 2014 du canton de Trévières.
Pour l'élection des députés, elle fait partie de la cinquième circonscription du Calvados.

### Intercommunalité
Planquery était membre de la communauté de communes Intercom Balleroy Le Molay-Littry, un établissement public de coopération intercommunale (EPCI) à fiscalité propre créé fin 1996 et auquel la commune avait transféré un certain nombre de ses compétences, dans les conditions déterminées par le code général des collectivités territoriales.
Dans le cadre des dispositions de la loi portant nouvelle organisation territoriale de la République du 7 août 2015, qui prévoit que les établissements publics de coopération intercommunale (EPCI) à fiscalité propre doivent avoir un minimum de 15 000 habitants, cette intercommunalité a fusionné avec ses voisines pour former, le 1er janvier 2017, la communauté  de communes du Haut Pays du Montreuillois, dont est désormais membre la commune.

### Administration municipale
Compte tenuu de la population de la commune, son conseil municipal est composé de onze membres dont le maire et ses adjoints.

### Liste des maires
| Période                                  | Période   | Identité              | Étiquette | Qualité |
| ---------------------------------------- | --------- | --------------------- | --------- | --- |
| Les données manquantes sont à compléter. |           |                       |           | |
|                                          |           |                       |           | |
|                                          | mars 1943 | Pierre Savary         |           | Héros de la première guerre mondiale, résistant français, Déporté Révoqué par le Régime de Vichy Mort au Kommando de Schandelach du camp de camp de concentration de Neuengamme |
|                                          |           |                       |           | |
|                                          | mars 2001 | Claude Tirel          |           | |
| mars 2001                                | mai 2020  | Christian Declomesnil | SE        | Agriculteur, président de l'association des Ball'Ochons |
| mai 2020,                                | En cours  | Jean Martin           | SE        | Retraité de la fonction publique |

## Population et société

### Démographie
L'évolution du nombre d'habitants est connue à travers les recensements de la population effectués dans la commune depuis 1793. Pour les communes de moins de 10 000 habitants, une enquête de recensement portant sur toute la population est réalisée tous les cinq ans, les populations de référence des années intermédiaires étant quant à elles estimées par interpolation ou extrapolation. Pour la commune, le premier recensement exhaustif entrant dans le cadre du nouveau dispositif a été réalisé en 2005.

En 2022, la commune comptait 248 habitants, en évolution de +3,77 % par rapport à 2016 (Calvados : +1,58 %, France hors Mayotte : +2,11 %).
| 1793 | 1800 | 1806 | 1821 | 1831 | 1836 | 1841 | 1846 | 1851 |
| ---- | ---- | ---- | ---- | ---- | ---- | ---- | ---- | ---- |
| 619  | 443  | 649  | 593  | 510  | 537  | 540  | 541  | 556  |

| 1856 | 1861 | 1866 | 1872 | 1876 | 1881 | 1886 | 1891 | 1896 |
| ---- | ---- | ---- | ---- | ---- | ---- | ---- | ---- | ---- |
| 531  | 520  | 497  | 475  | 470  | 467  | 464  | 456  | 455  |

| 1901 | 1906 | 1911 | 1921 | 1926 | 1931 | 1936 | 1946 | 1954 |
| ---- | ---- | ---- | ---- | ---- | ---- | ---- | ---- | ---- |
| 411  | 404  | 384  | 363  | 380  | 369  | 364  | 384  | 318  |

| 1962 | 1968 | 1975 | 1982 | 1990 | 1999 | 2005 | 2006 | 2010 |
| ---- | ---- | ---- | ---- | ---- | ---- | ---- | ---- | ---- |
| 284  | 277  | 251  | 217  | 255  | 241  | 224  | 219  | 212  |

| 2015 | 2020 | 2022 | - | - | - | - | - | - |
| ---- | ---- | ---- | - | - | - | - | - | - |
| 235  | 249  | 248  | - | - | - | - | - | - |

Planquery a compté jusqu'à 649 habitants en 1806.

## Culture locale et patrimoine

### Lieux et monuments

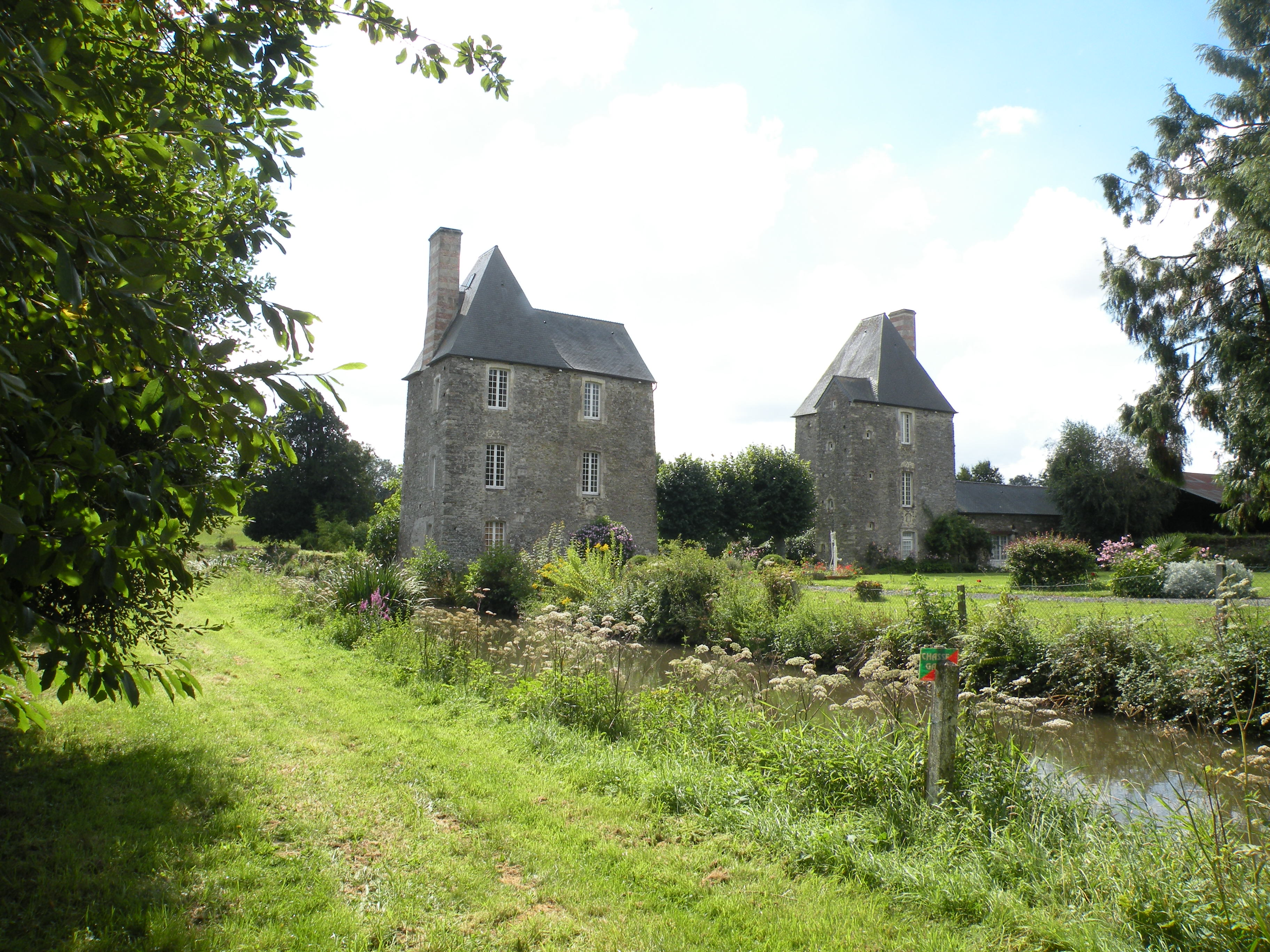
Le château

- Château du XVIIe siècle, propriété privée dont une partie est aménagée en chambre d'hôtes[36].

- Commanderie templière de Baugy Inscrite MH[37].

- Église Saint-André du XIIIe siècle. Un tableau du XVIIe siècle (Sacre du roi Louis IX) et une statue de Vierge à l'Enfant du XIVe sont classés à titre d'objet[38].

L'église Saint-André
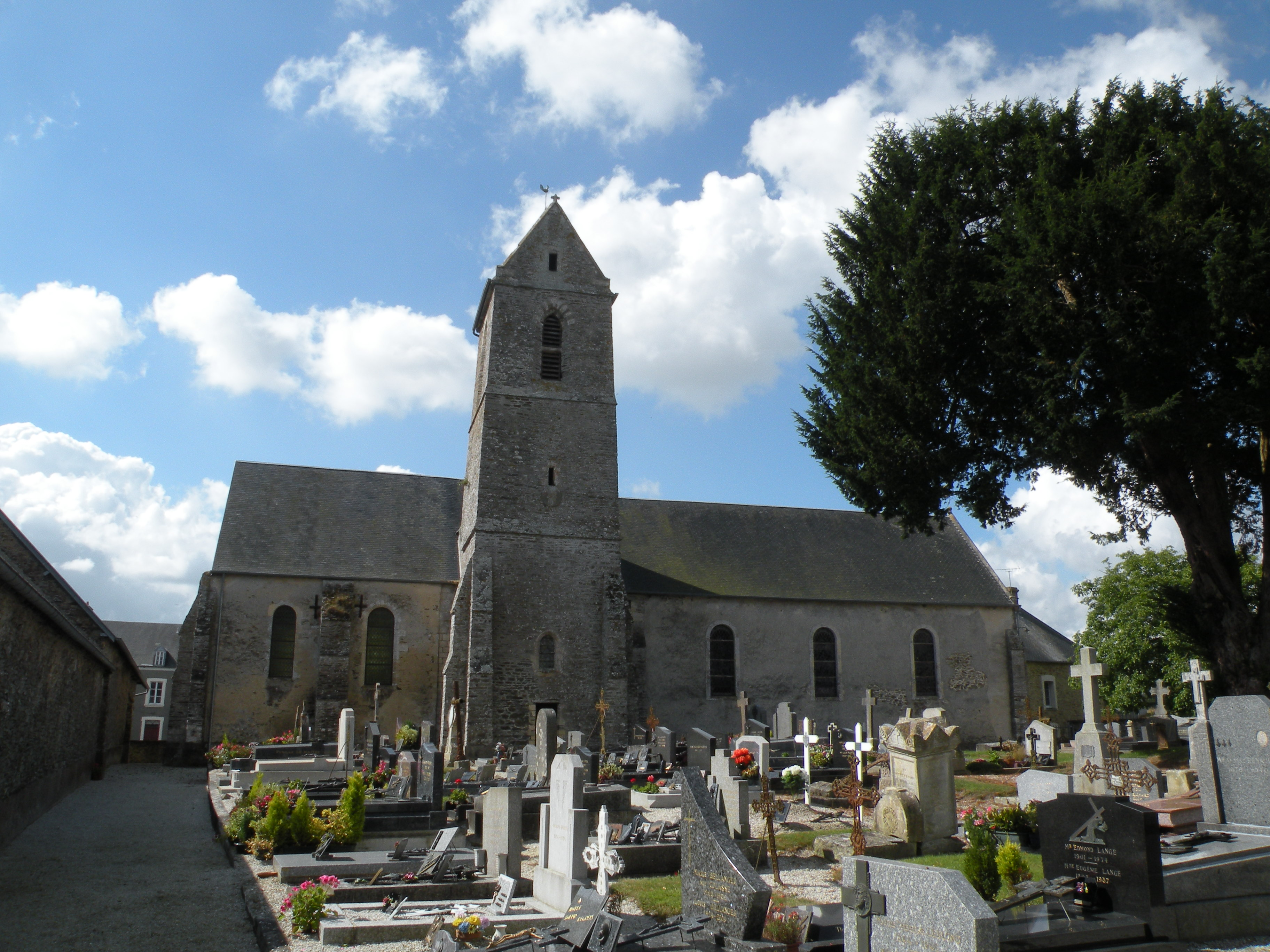
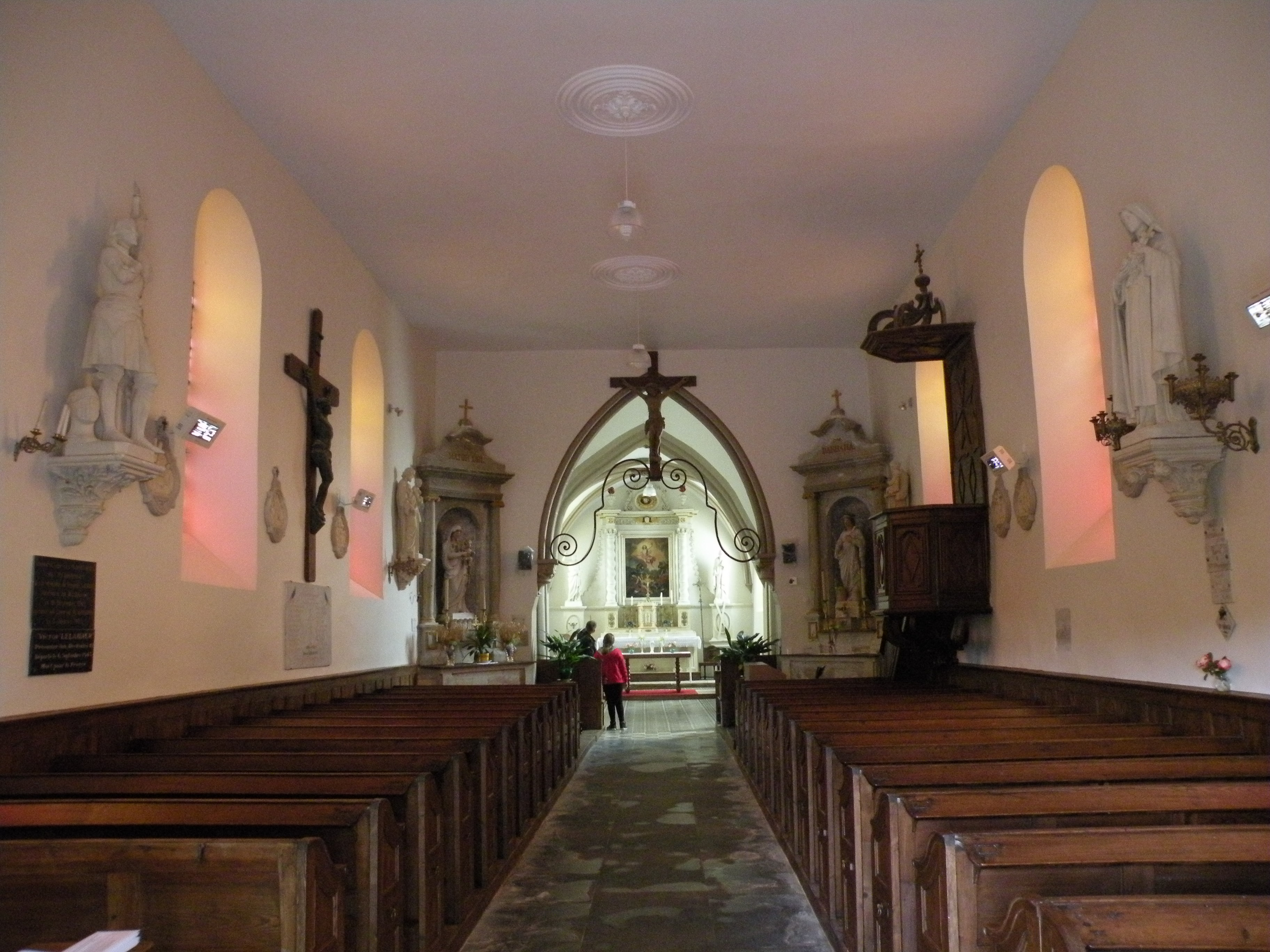
La nef.
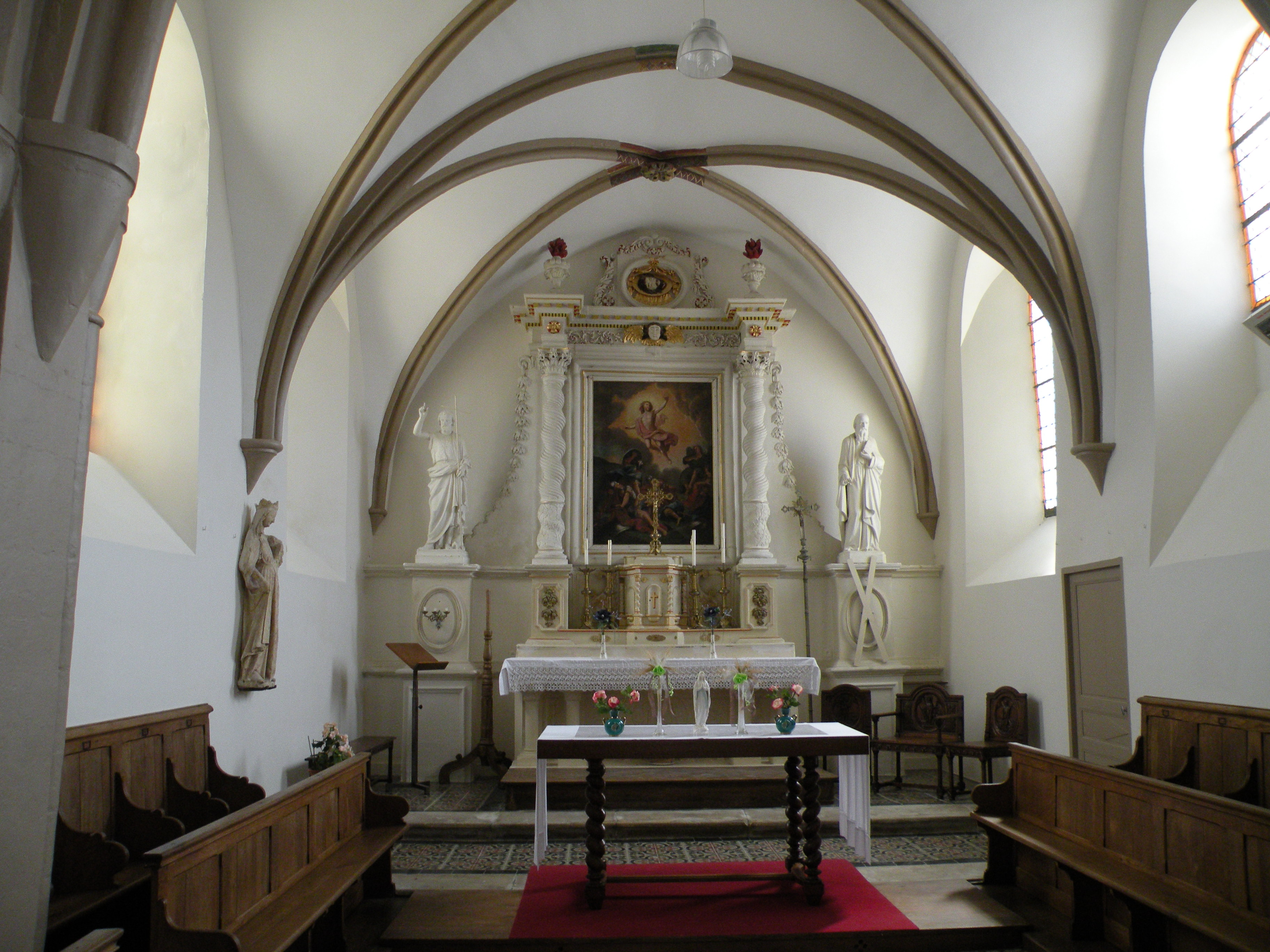
Le chœur.
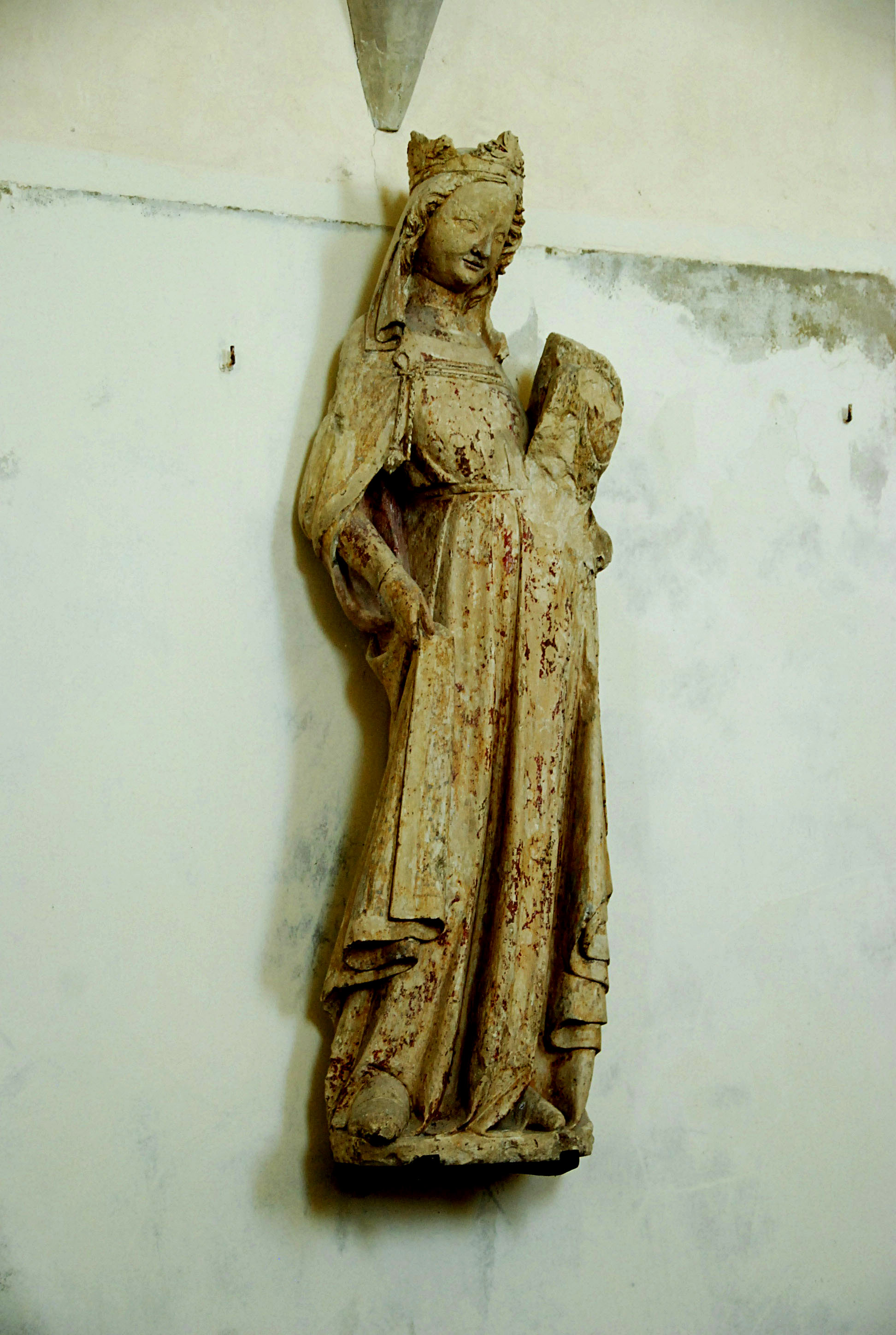
La vierge à l'enfant.
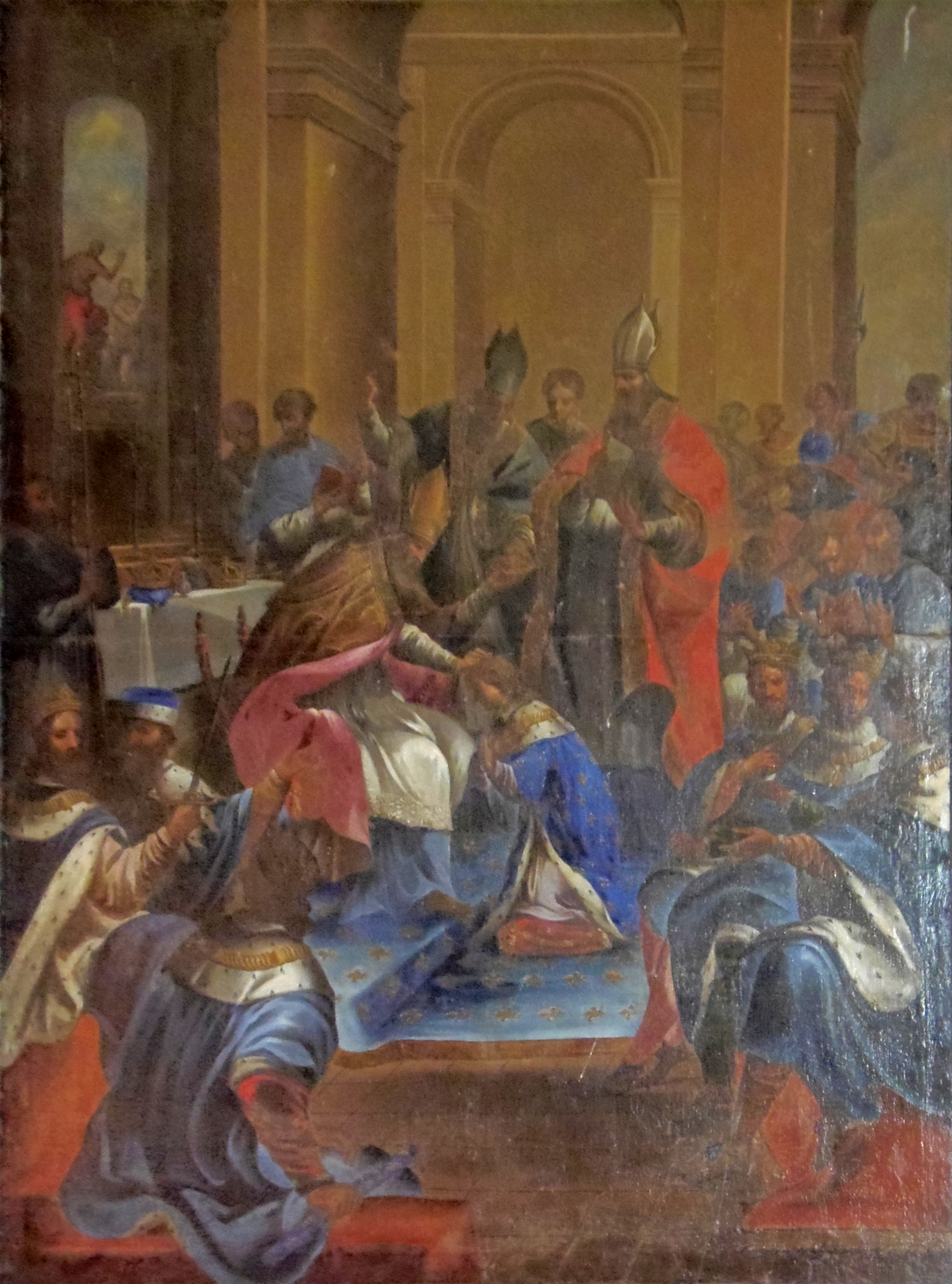
Le Sacre du roi Louis IX.
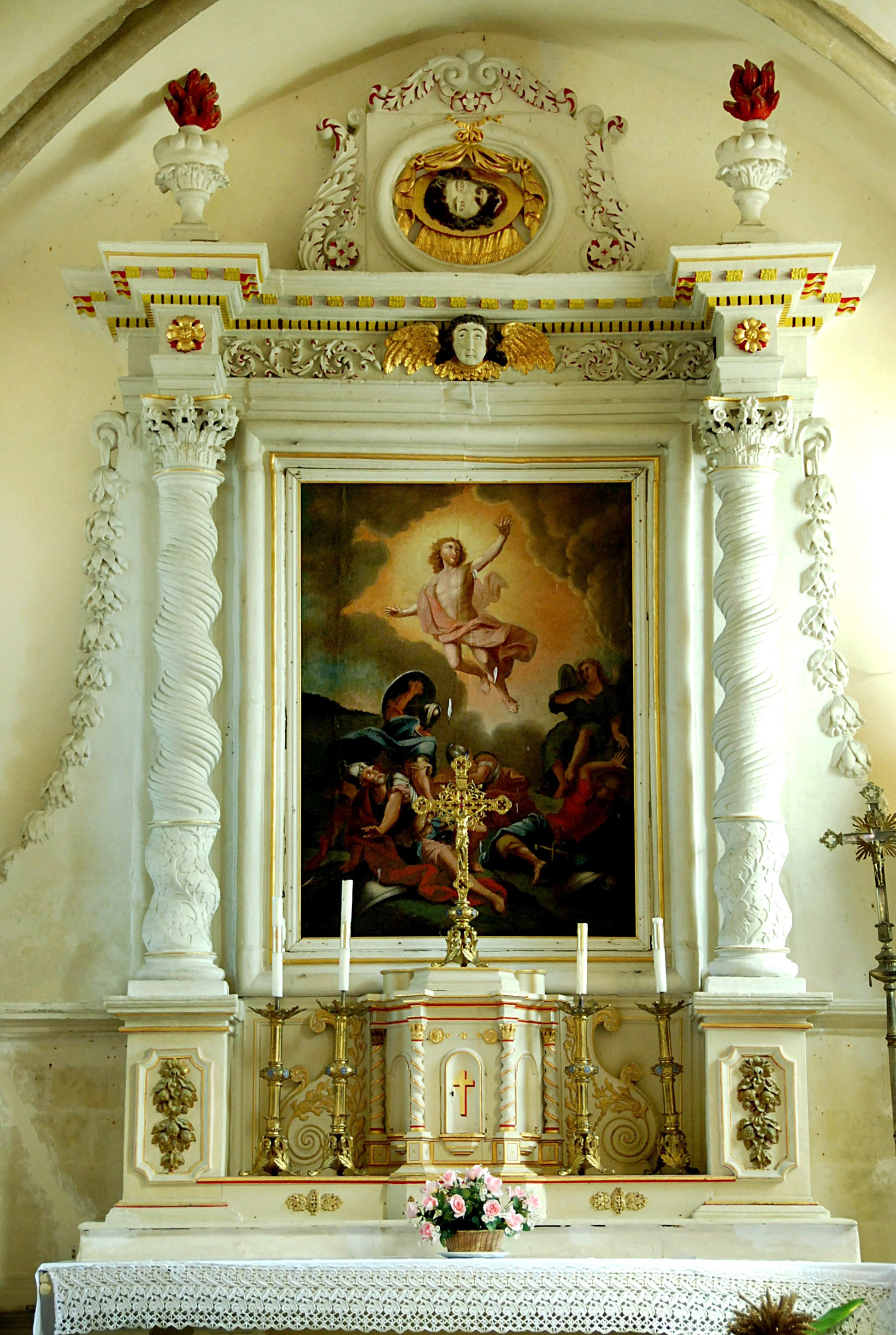
Le retable.

- Cinq étangs de pêche à la truite et à la carpe[39],[40].

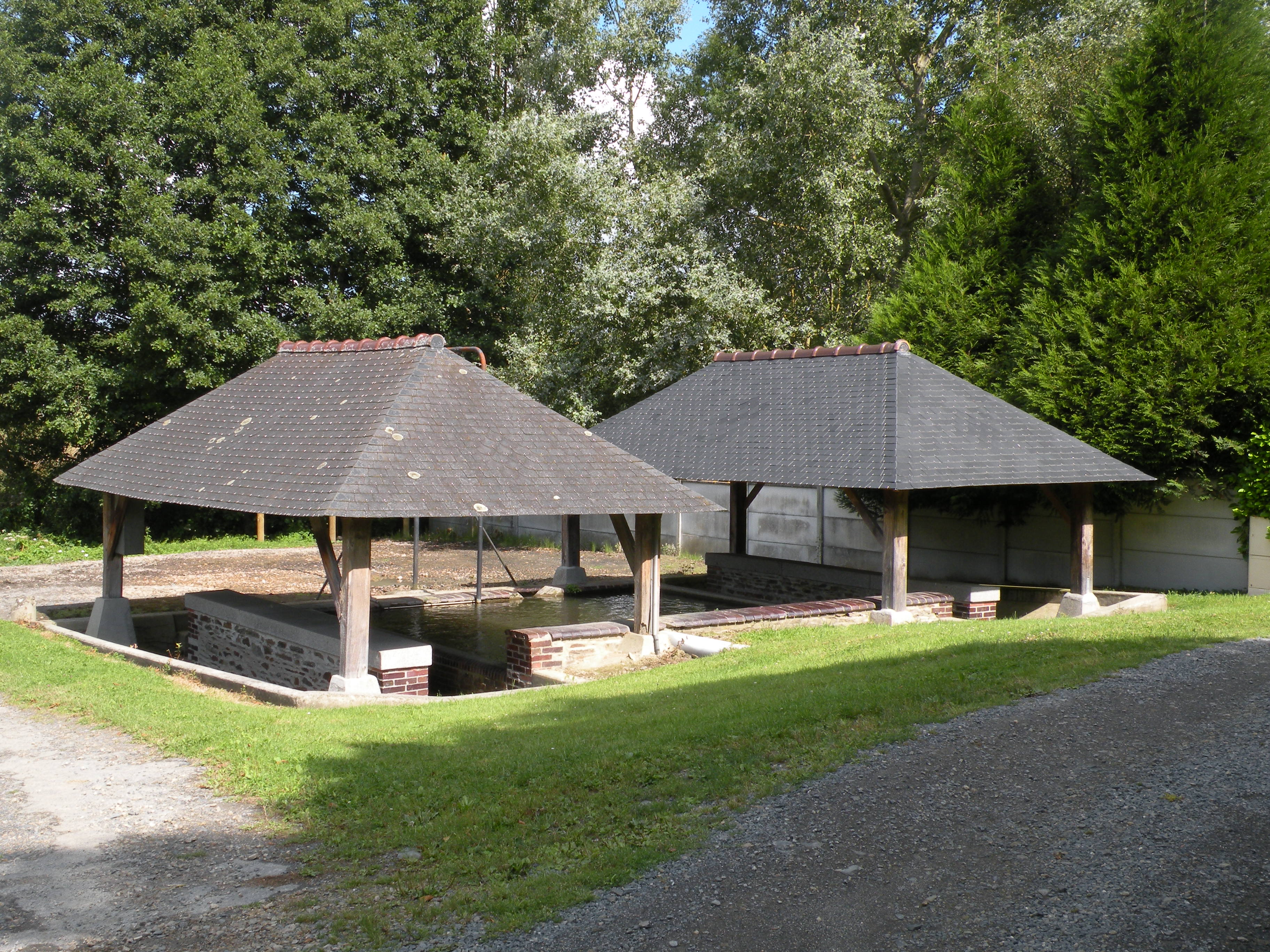
Le lavoir.
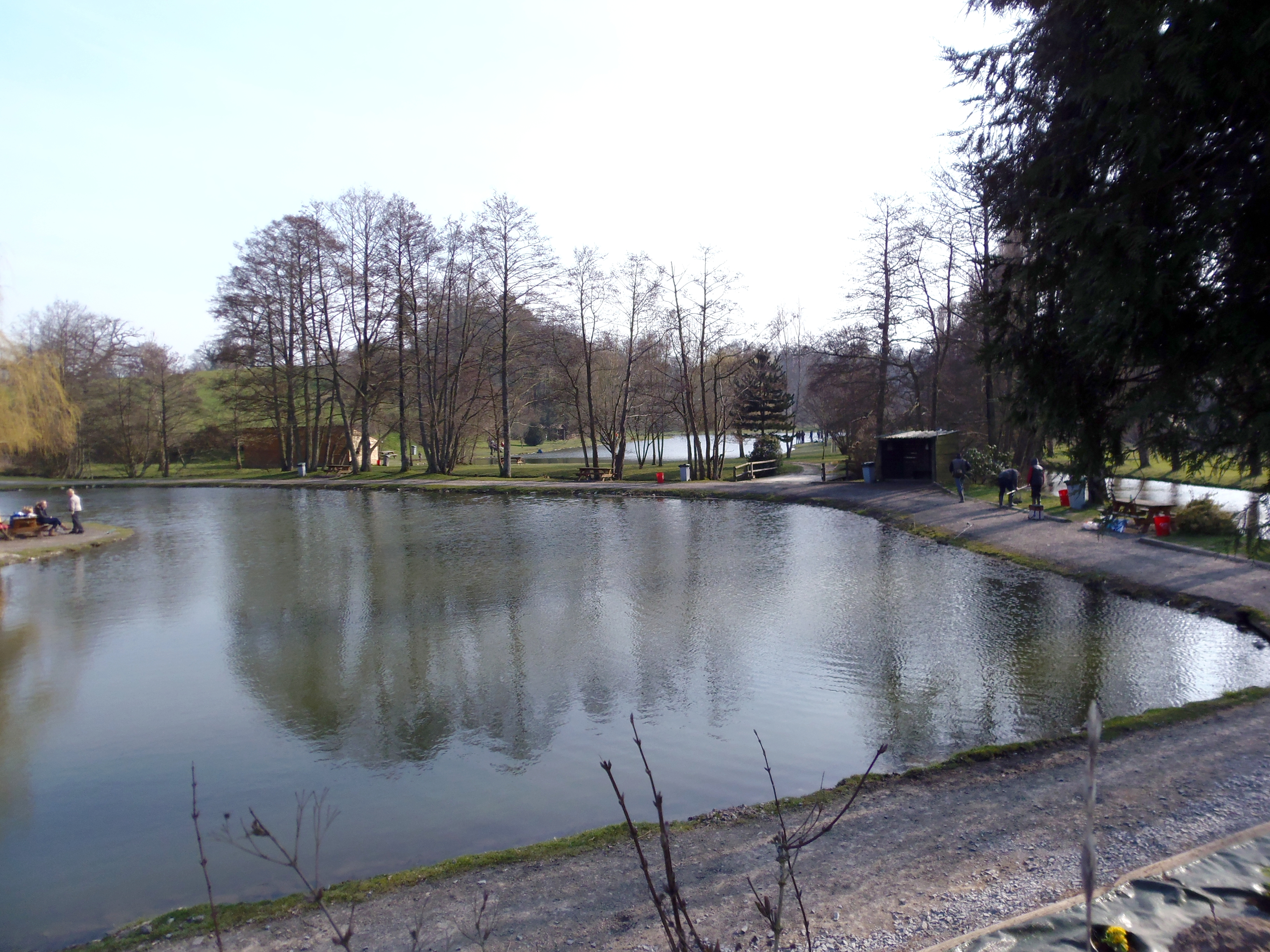
Les étangs.
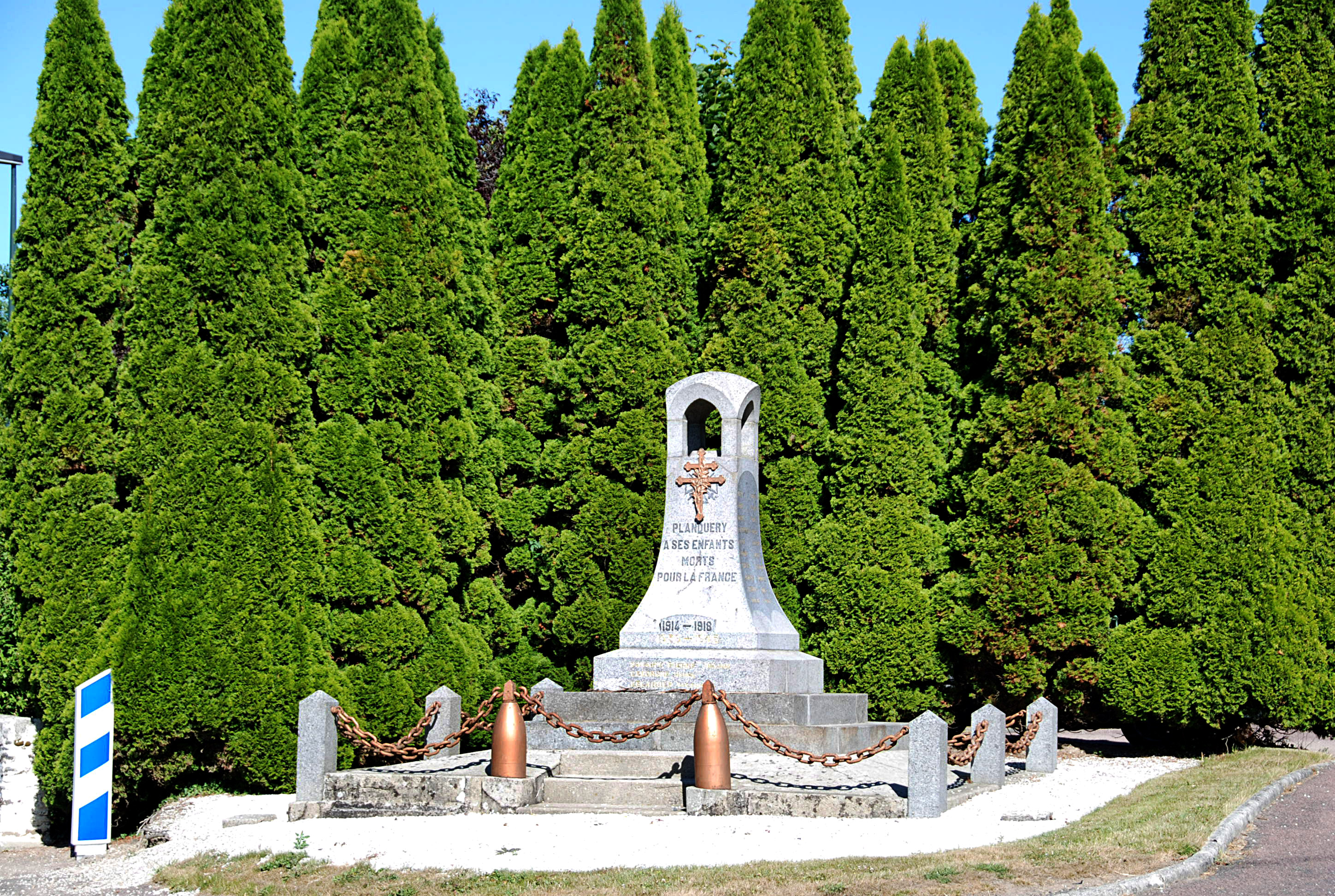
Le monument aux morts.

## Pour approfondir